# Società Sportiva Tivoli Calcio 1919 2003-2004
Questa pagina raccoglie le informazioni riguardanti la Società Sportiva Tivoli Calcio nelle competizioni ufficiali della stagione 2003-2004.

## Rosa
| N. |                      | Ruolo | Calciatore         |
| -- | -------------------- | ----- | ------------------ |
|    | Italia (bandiera)    | C     | Alessio Alleva     |
|    | Italia (bandiera)    | D     | Danilo Bacchi      |
|    | Italia (bandiera)    | A     | Oberdan Biagioni   |
|    | Italia (bandiera)    | C     | Francesco Candido  |
|    | Italia (bandiera)    | A     | Emanuele Catania   |
|    | Italia (bandiera)    | D     | Felice Cavaliere   |
|    | Italia (bandiera)    | P     | Marco Ciarnò       |
|    | Italia (bandiera)    | A     | Luigi Collevecchio |
|    | Italia (bandiera)    | C     | Manuel Coppola     |
|    | Italia (bandiera)    | P     | Daniele Corsi      |
|    | Argentina (bandiera) | A     | Matías Cuffa       |
|    | Italia (bandiera)    | D     | Giuseppe Di Bari   |
|    | Italia (bandiera)    | C     | Federico Febbraro  |
|    | Italia (bandiera)    | D     | Lorenzo Fiorentini |
|    | Italia (bandiera)    | C     | Angelo Giacalone   |
|    | Italia (bandiera)    | C     | Luca La Ciura      |
|    | Italia (bandiera)    | A     | Nicola La Viola    |
|    | Italia (bandiera)    | A     | Leandro Lázzaro    |
|    | Italia (bandiera)    | D     | Omar Leonarduzzi   |
|    | Italia (bandiera)    | D     | Manolo Liberati    |
|    | Italia (bandiera)    | D     | Gianluca Maisto    |

| N. |                      | Ruolo | Calciatore            |
| -- | -------------------- | ----- | --------------------- |
|    | Italia (bandiera)    | A     | Cristian Masitto      |
|    | Italia (bandiera)    | A     | Marco Mazzeo          |
|    | Italia (bandiera)    | C     | Giorgio Minieri       |
|    | Italia (bandiera)    | D     | Luca Monari           |
|    | Italia (bandiera)    | C     | Alfredo Nardoni       |
|    | Italia (bandiera)    | A     | Jari Niro             |
|    | Italia (bandiera)    | C     | Graziano Nocera       |
|    | Italia (bandiera)    | A     | Federico Ponzio       |
|    | Italia (bandiera)    | C     | Federico Ranieri      |
|    | Italia (bandiera)    | A     | Simone Rossi          |
|    | Italia (bandiera)    | A     | Andrea Salvati        |
|    | Italia (bandiera)    | C     | Wladimiro Sbaglia     |
|    | Italia (bandiera)    | P     | Cristiano Scalabrelli |
|    | Argentina (bandiera) | A     | Andres Taberna        |
|    | Italia (bandiera)    | D     | Emanuele Tresoldi     |
|    | Italia (bandiera)    | D     | Graziano Ursino       |
|    | Italia (bandiera)    | D     | Paolo Valerio         |
|    | Italia (bandiera)    | P     | Gianluca Vivan        |
|    | Italia (bandiera)    | C     | Michele Virgilio      |
|    | Italia (bandiera)    | C     | Mauro Zaccagnini      |